# 名取大橋
名取大橋（なとりおおはし）は、宮城県仙台市太白区に架かる橋である。

## 概要
国道4号仙台バイパス内に位置し、仙台市太白区中田と東大野田を結ぶ。
1962年（昭和37年）7月に完成。1964年（昭和39年）に仙台バイパス最初の供用開始区間となった岩沼市梶橋から仙台市太白区籠ノ瀬間 (10.3 km) 開通時に橋も供用開始した。